# Blair Witch 2
Blair Witch 2 oder auch Book of Shadows: Blair Witch 2 ist ein Horrorfilm aus dem Jahr 2000, der auf dem Kinohit Blair Witch Project aufbaute. Mit Blair Witch entstand 2016 eine weitere Fortführung.

## Handlung
Nach dem Erfolg von Blair Witch Project strömen Tausende von Touristen aus aller Welt zu dem Schauplatz des Films nach Burkittsville in Maryland, um der Legende von Elly Kedward, der Hexe von Blair, auf den Grund zu gehen. Die örtliche Polizei ist von dem Trubel wenig begeistert, die Versicherung, dass eine Hexe von Blair nicht existiert, bleibt wirkungslos. Der Film selbst gibt an, dass es sich bei ihm um eine Nacherzählung tatsächlich ereigneter Vorgänge handelt.
Der psychisch labile und erst kürzlich aus einer geschlossenen Abteilung entlassene Jeff versucht, Profit aus der Neugier der Menschen zu schlagen und bietet neben einer Reihe von Produkten auch eine Tour durch den Wald an, in dem sich die schrecklichen Morde, die der Hexe zugeschrieben werden, ereignet haben. Seine ersten Kunden sind das Pärchen Tristen und Stephen, welches für ein Buch recherchiert, sowie die bekennende Wicca-Anhängerin Erica und die hellseherisch begabte Kim.
Die kleine Gruppe verbringt die Nacht in der Ruine des Hauses, in welchem der Einsiedler Rustin Parr vor 60 Jahren sieben Kinder im Auftrag der Hexe von Blair ermordet haben soll. Ausgelassen betrinken sich die fünf und werden nur einmal kurz von einer anderen Touristengruppe gestört, die von ihnen, um den Ort für sich alleine zu haben, zu einem anderen Verbrechensschauplatz, dem Coffin Rock, gelockt wird. Dort, so geben sie vor, hätten sie unheimliche Sachen beobachtet.
Als Jeffs Gruppe am nächsten Morgen aufwacht, haben alle einen Filmriss und können sich an nichts mehr erinnern. Ihre Sachen sind vollkommen durchwühlt, die Notizen von Tristen und Stephen – meist Originale, von denen es keine Kopien gibt – wurden vollständig zerfetzt, und Jeffs Kameraausrüstung ist verschwunden. Kim hat eine Ahnung und führt sie zu einer Stelle im Mauerwerk, wo sich die Videokassetten mit den Aufnahmen der letzten Nacht befinden.
Plötzlich erleidet die in der sechsten Woche schwangere Tristen eine Fehlgeburt, nachdem sie kurz zuvor geträumt hat, dass sie ihr Kind im Fluss ertränkt. Die Gruppe fährt ins Krankenhaus, wo Tristen eine Vision von einem Mädchen hat, das damals von Rustin Parr ermordet wurde.
Jeff bringt die Gruppe in sein abgelegenes Haus, bei der es sich um eine alte Lagerhalle noch aus Zeiten des Bürgerkriegs handelt, um die Videoaufzeichnungen zu überprüfen und herauszufinden, was genau letzte Nacht geschehen ist. Dabei werden die fünf von immer schrecklicher werdenden Visionen gequält und scheinen langsam den Verstand zu verlieren. Vor allem Tristen verändert sich immer mehr und sieht durch die Augen von Elly Kedward, der Hexe von Blair, furchtbare Bilder aus der Vergangenheit. Sie berichtet, dass Elly Kedward vor 200 Jahren an einen Baum gefesselt, von einer Gruppe Kinder gequält und schließlich erhängt wurde.
Derweil verschwindet Erica spurlos und wird wenig später von Jeff tot im Wandschrank aufgefunden. Fast zur gleichen Zeit erfährt die Gruppe, dass die anderen Touristen, die sie in der Nacht zuvor im Wald getroffen und fortgeschickt haben, am Coffin Rock ermordet und ausgeweidet wurden. Jeff und seine Leute gelten als die Hauptverdächtigen.
Als Jeff die Videoaufzeichnungen auf Tristens Anweisung hin rückwärts abspielt, sieht die Gruppe, was in der Nacht wirklich geschehen ist: angeführt von Tristen haben sie eine wilde Orgie mit Alkohol und Drogen gefeiert und schließlich im Blutrausch die anderen Touristen ermordet und ausgeweidet. Die anderen stellen sie zur Rede, Tristen flieht daraufhin in einen höheren Bereich der Lagerhalle, wo sie sie stellen können. Jeff filmt alles, weil er auf ein Geständnis von Tristen hofft. Diese gibt schließlich zu, Elly Kedward zu sein, und legt sich selbst einen Strick um den Hals und provoziert Stephen, der sie schließlich wütend wegstößt, woraufhin Tristen am Strick den Tod findet.
Auf dem Polizeirevier wirft man Stephen, Jeff und Kim nun vor, dass sie Tristen, Erica, eine Verkäuferin im Supermarkt sowie die andere Touristengruppe ermordet haben. Angesichts der vorgebrachten Beweise fordert Stephen die Beamten auf, sich die Videoaufnahmen anzusehen, da alles von ihnen aufgezeichnet wurde. Dies wird gemacht, dort stellen sich nun aber alle Vorgänge als gänzlich anders dar: So ist etwa zu sehen, wie Jeff Ericas Leiche in den Schrank schleppt, Tristens Provokation fehlen völlig, stattdessen sieht man, wie Stephen sie fanatisch immer wieder auffordert, endlich zu gestehen, dass sie eine Hexe ist und ihr schließlich selbst den Strick um den Hals legen, als diese verzweifelt und weinend darum fleht, damit aufzuhören. Die drei sind fassungslos, Stephen behauptet sogar, dass die Aufnahmen verfälscht worden sein müssen, alles spricht jedoch gegen sie und sie werden schließlich von der Polizei abgeführt. Die Presse berichtet darüber und bezeichnet die Vorgänge als die Folgen einer Massenhysterie, der die Täter erlegen sind.

## Kritik
Lexikon des internationalen Films: „Nach dem scheindokumentarischen ersten Teil, der aus angeblich authentischem Videomaterial bestand, wurde dieses Sequel wie ein konventioneller Horrorfilm inszeniert, der zwar auf demselben Hexenmythos fußt, jeglichen Reiz des Vorgängers aber vermissen lässt. Als bloßes Genreprodukt nur mäßig spannend.“
Rudolf Worschech urteilte in Reclams Filmgenre-Reihe, die Fortsetzung „versuchte an den Sensationserfolg anzuknüpfen, ohne jedoch die beklemmende Atmosphäre und die formale Innovation des Originals zu erreichen.“ Der Schriftsteller Stephen King urteilte im Vorwort zu seinem Sachbuch Danse Macabre, in dem er sich äußerst positiv zu dem Vorgänger äußerte, zu Blair Witch 2, ihm habe er „gefallen, aber mit dieser Meinung stand ich allein auf ziemlich weiter Flur.“ Er schrieb dazu zudem: „Was in einem Super-Low-Budget-Streifen wie Blair Witch Project funktionierte, wird vielleicht in einem Film mit größerem Budget nicht funktionieren.“

## Auszeichnungen
2001 erhielt Blair Witch 2 den Spottpreis „Goldene Himbeere“ als schlechteste Fortsetzung. Zudem wurde er nominiert für die goldene Himbeere in den Kategorien schlechtestes Filmpaar (wahlweise alle Schauspieler), schlechtestes Drehbuch (Eduardo Sánchez, Daniel Myrick, Dick Beebe und Joe Berlinger), schlechteste Regie (Joe Berlinger), schlechtester Film.
Carter Burwell wurde für diesen Film, Ritter aus Leidenschaft und Bevor es Nacht wird von der World Soundtrack Academy als Soundtrack-Komponist des Jahres nominiert.

## Hintergrund
Der erste Teil The Blair Witch Project war ein überwältigender finanzieller Erfolg gewesen (der Film hatte 60.000 Dollar gekostet und über 248 Millionen Dollar eingespielt). An diesen Erfolg konnte die Fortsetzung zwar nicht anknüpfen, spielte jedoch bei Kosten von 15 Millionen Dollar rund 26 Millionen Dollar in den USA wieder ein.

### Synchronisation
Die deutsche Synchronfassung entstand bei der Studio Babelsberg Synchron GmbH, Potsdam. Erik Paulsen schrieb das Dialogbuch und führte Regie.
| Figur                    | Darsteller            | Deutscher Sprecher |
| ------------------------ | --------------------- | ------------------ |
| Kim Diamond              | Kim Director          | Bianca Krahl       |
| Jeffrey „Jeff“ Patterson | Jeffrey Donovan       | Gerrit Schmidt-Foß |
| Erica Geerson            | Erica Leerhsen        | Dascha Lehmann     |
| Tristen Ryler            | Tristen Skyler        | Ulrike Stürzbecher |
| Stephen Ryan Parker      | Stephen Barker Turner | Peter Flechtner    |

### Soundtrack
Um die Mixtur aus Thriller und Horrorfilm, die sich auf dem schmalen Grat zwischen Wirklichkeit und Fiktion bewegt, mit der entsprechenden Musik zu unterlegen, wurde die Zusammenstellung des Soundtracks an Marilyn Manson übergeben. Dieser steuerte sein bislang unveröffentlichtes Suicide Is Painless bei. Manson bezog sowohl führende Vertreter des harten Gitarrenrock als auch Repräsentanten des progressiven Electronic-Sound mit ein.
Im Einzelnen enthält der Soundtrack:
1. Godhead – „The Reckoning“
2. P.O.D. – „Lie Down“
3. Tony Iommi & Dave Grohl –  „Goodbye Lament“
4. Rob Zombie – „Dragula“
5. System of a Down – „Mind“
6. Slaves on Dope – „Stick It Up“
7. Marilyn Manson – „Suicide Is Painless“
8. Death in Vegas – „Soul Auctioner“
9. Project 86 – „PS“
10. Nickelback – „Old Enough“
11. UPO – „Feel Alive“
12. Steaknife – „Tommy Don't Die“
13. At the Drive-In – „Arc Arsenal“
14. Elastica – „Human“
15. Queens of the Stone Age – „Feel Good Hit Of The Summer“

Im Film ist während des Abspanns der Titel Haunted der Sängerin Poe zu hören, der jedoch nicht Teil der Veröffentlichung ist.

### Buch
Wie schon zum ersten Teil schrieb der Autor D.A. Stern das Buch zum Film, bestehend aus verschiedenen Akten zu den einzelnen Protagonisten. Das Buch Blair Witch 2 erschien in den USA unter dem Titel Blair Witch: Book of Shadows im Jahr 2000.